# Шибил
Шибилоглу Мустафа, или Мустафа Шибилията, е османски разбойник от средата на XIX век.
Роден е в село Градец, Котелско, в семейство на уседнали цигани мюсюлмани. Основен исторически източник за него е писмо на сливенския каймакамин Ессеид Али Риза от 1853 година, според което Шибилоглу ръководи банда, извършваща грабежи и убийства из няколко каази в региона, както и спомените на Панайот Хитов "Как станах хайдутин".
Убит е през 1856 година.

## В литературата
Шибилоглу Мустафа е прототип на главния герой Шибил в едноименния разказ на писателя Йордан Йовков, който също е родом от Котленско. Разказът излиза за пръв път в списание „Българска мисъл“ през декември 1925 година, а две години по-късно с него започва сборникът „Старопланински легенди“. В него Йовков представя романтизирана история на края на живота на разбойника и любовната му връзка с местна християнка.